# 물떼새

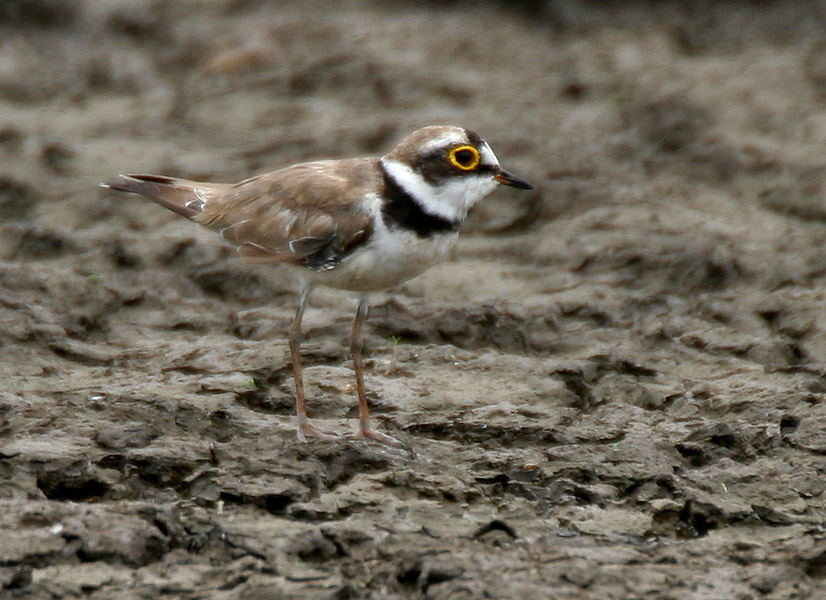
Little ringed plover 꼬마물떼새

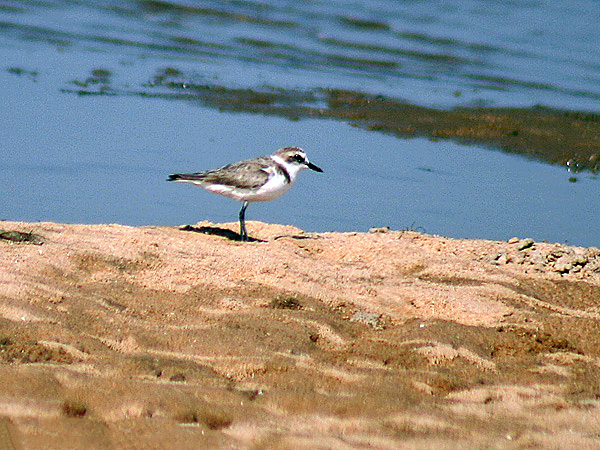
Kentish plover Charadrius alexandrinus

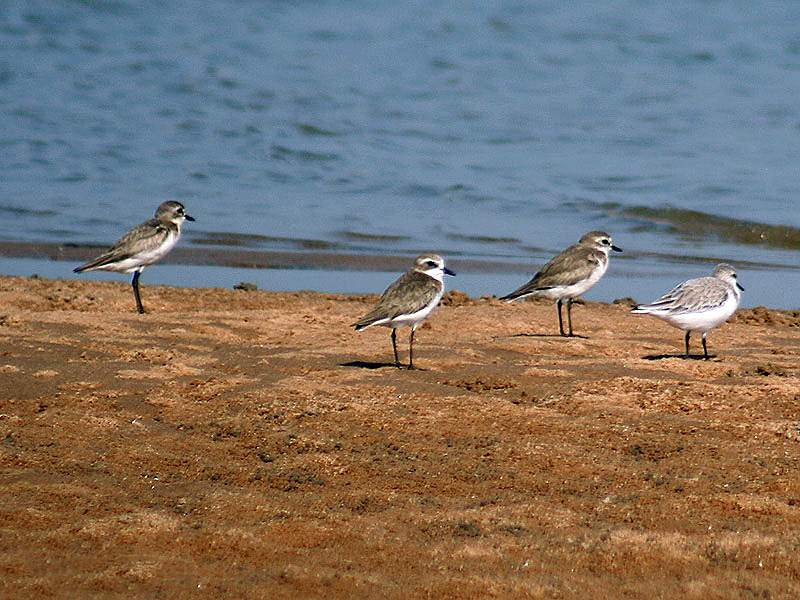
en:Lesser sand plover, Charadrius mongolus

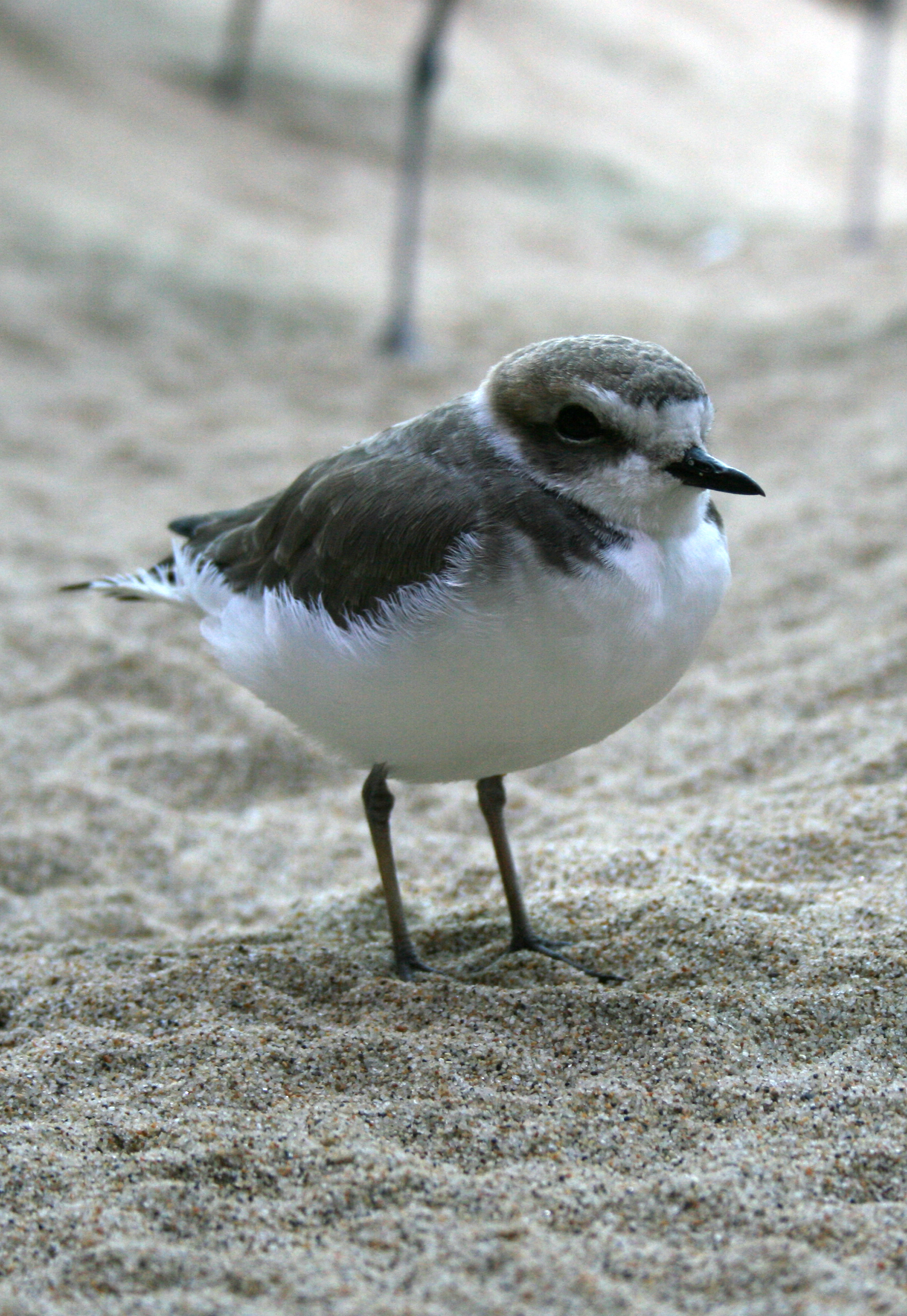
en:Snowy plover, on the beach at Vandenberg, CA

물떼새(plover)는 물떼새아과에 속하는 섭금류 새를 두루 일컫는 말이다.
물떼새과에 속하며 학명은 Charadrius hiaticula이다. 몸집은 참새보다 다소 작은 종에서 비둘기 크기의 큰 종에 이른다. 몸과 부리가 짧고 발가락이 세 개이다. 목은 짧고 굵으며, 날개는 뾰족하고, 날개를 접으면 날개 길이가 꼬리 끝보다 조금 더 길다. 울음소리는 호루라기처럼 소리를 내는 종이 많으며 번식기에는 둥지 위를 날아다니며 울어댄다.
땅 위에서 먹이를 잡으며 한번 먹이를 잡아먹고는 고개를 들고 몇 걸음 전진한 다음 다시 고개를 숙이고 먹이를 잡는다. 작은 돌이나 마른풀 등으로 갯가나 물가의 풀밭 또는 오목한 곳에 둥지를 튼다.
한배에 3-4개의 알을 낳으며 부화한 새끼는 온몸이 솜털로 덮이고 갈색 무늬가 있다. 알이나 새끼는 돌이나 주변의 빛깔과 비슷하기 때문에 잘 위장되며, 접근하면 의상행동(擬傷行動)을 취하여 마치 어미새가 부상당한 것처럼 한쪽 날개를 땅에 처지게 해서 끌어 적을 다른 곳으로 유인한다. 전세계에 약 62종이 알려져 있으며 대한민국에는 4종이 있다. 흰물떼새·꼬마물떼새·검은머리물떼새·댕기물떼새 등이 여기에 속한다.
대부분이 봄·가을에 우리나라를 통과하는 나그네새이거나 겨울새이다. 북반구에서 번식한 종은 남하하여 온대·열대에서 월동한다. 갯벌·습지·강가·해안과 그 밖의 물가에서 생활한다.

## 개요
아과에 대략 66개 종이 있으며 그 중 대부분은 물떼새(plover)로 부른다. 가장 관련성이 많은 댕기물떼새아과(Vanellinae)는 다른 20개 종을 구성한다.
물떼새는 사하라 사막, 극지를 제외한 세계 어느 곳에서나 볼 수 있으며 상대적으로 짧은 부리가 특징이다.

## 종 목록
- 뉴질랜드물떼새속
  - 뉴질랜드물떼새, Anarhynchus frontalis
- 물떼새속
  - 카스피안플러버, Charadrius asiaticus
  - 체스넛밴디드플러버, Charadrius pallidus
  - 칼러드플러버, Charadrius collaris
  - 흰죽지꼬마물떼새, Charadrius hiaticula
  - 두줄꼬마물떼새, Charadrius bicinctus
  - 흰눈썹물떼새, Charadrius morinellus
  - 포브스플러버, Charadrius forbesi
  - 큰왕눈물떼새, Charadrius leschenaultii
  - 자바플러버, Charadrius (alexandrinus) javanicus
  - 흰물떼새, Charadrius alexandrinus
  - 킬디어, Charadrius vociferus
  - 키틀리츠플러버, Charadrius pecuarius
  - 왕눈물떼새, Charadrius mongolus
  - 꼬마물떼새, Charadrius dubius
  - 흰목물떼새, Charadrius placidus
  - 마다가스카르플러버, Charadrius thoracicus
  - 말레이시아플러버, Charadrius peronii
  - 마운틴플러버, Charadrius montanus
  - 뉴질랜드플러버, red-breasted plover, New Zealand dotterel, Charadrius obscurus
  - 큰물떼새, Charadrius veredus
  - 파이핑플러버, Charadrius melodus
  - 푸나플러버, Charadrius alticola
  - 레드캡트플러버, Charadrius ruficapillus
  - 루퍼스체스티드플러버, Charadrius modestus
  - 세인트헬레나플러버, Charadrius sanctaehelenae
  - 세미팜메이티드플러버,  Charadrius semipalmatus
  - 스노이플러버, Charadrius nivosus, recently split by the AOU, some other committees still evaluating
  - 세줄물떼새, Charadrius tricollaris
  - 투밴디드플러버, Charadrius falklandicus
  - 화이트프론티드플러버, Charadrius marginatus
  - 윌슨플러버, Charadrius wilsonia
- Elseyornis속
  - 블랙프론티드다터럴, Elseyornis melanops
- Oreopholus속
  - 토니스로티드다터럴, Oreopholus ruficollis
- Peltohyas속
  - 인랜드다터럴, Peltohyas australis
- Phegornis속
  - 다이어뎀드플러버, Phegornis mitchellii
- Pluvialis속
  - 미국검은가슴물떼새, Pluvialis dominica – the American and Pacific golden plovers were formerly considered conspecific (as "lesser golden plover"; Sangster et al., 2002)
  - 유러피안골든플러버, Pluvialis apricaria
  - 개꿩(black-bellied plover), Pluvialis squatarola
  - 검은가슴물떼새, Pluvialis fulva
- Thinornis속
  - 후디드플러버, Thinornis rubricollis
  - 검은얼굴물떼새, shore dotterel, Thinornis novaeseelandiae